# Kathedralbasilika St. Jakob (Brooklyn)

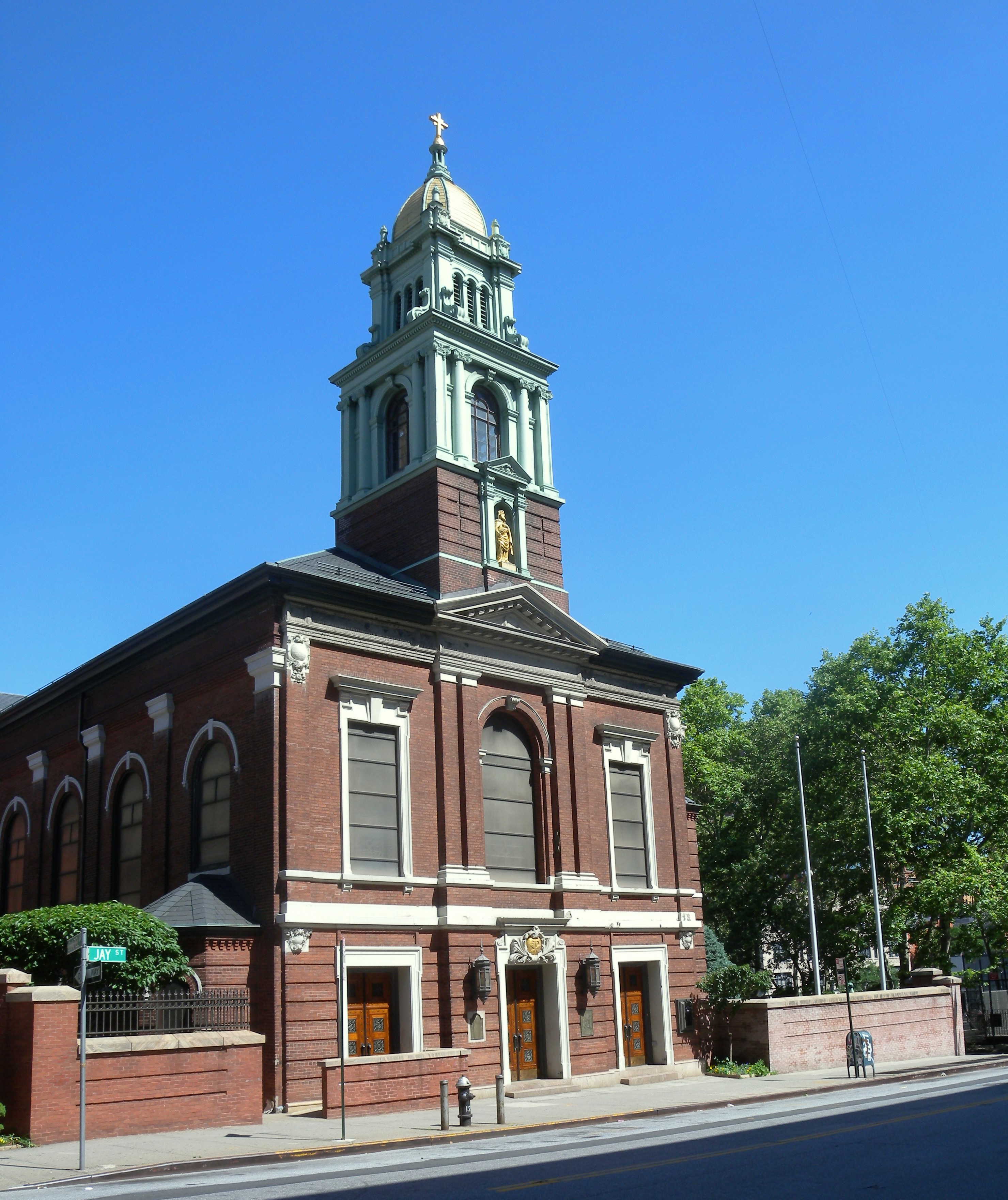
Fassade der Kathedrale

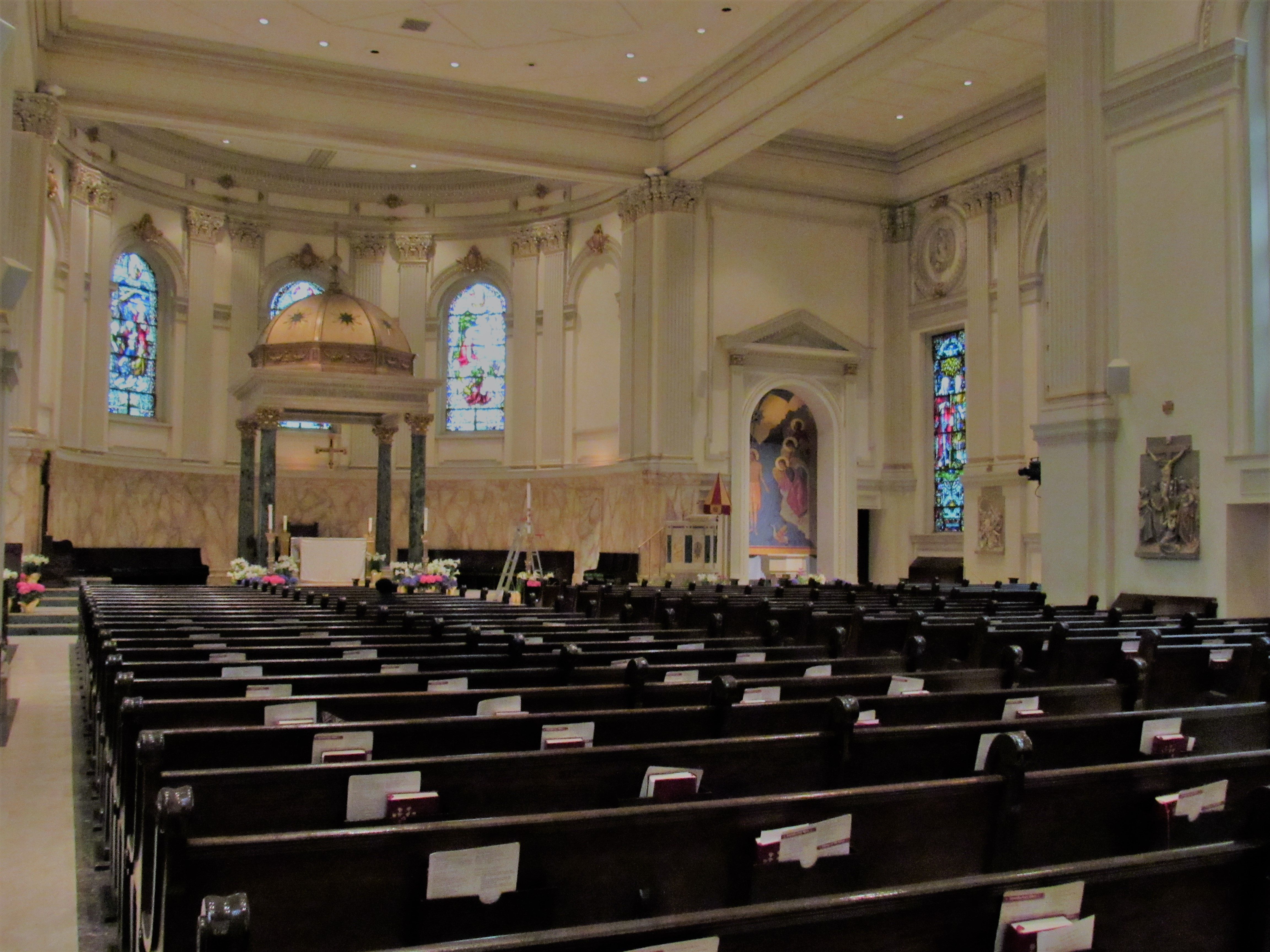
Innenraum

Die Kathedralbasilika St. Jakob (englisch Cathedral Basilica of St. James) ist eine römisch-katholische Kirche im New Yorker Stadtteil Brooklyn. Die Kathedrale des Bistums Brooklyn ist dem hl. Jakobus dem Älteren gewidmet und trägt den Titel einer Basilica minor. Sie wurde 1903 fertiggestellt und von George H. Streeton im Stil der Colonial-Revival-Architektur entworfen.

## Geschichte
Die ursprüngliche Pfarrkirche wurde 1822–1823 als erste katholische Kirche auf Long Island erbaut und am 28. August 1823 vom New Yorker Bischof John Connolly gesegnet. Mit Schaffung des Bistums Brooklyn 1853 wurde sie zur Kathedrale erhoben. Brooklyns erster Bischof John Loughlin plante eine neue Kathedrale mit Widmung an die Bistumspatronin der Unbefleckten Empfängnis, deren Bau 1868 in Fort Greene begann. Der Grundstein für die neue Kathedrale wurde gelegt und die Mauern auf eine Höhe von drei bis sechs Meter gebaut, bevor der Bau wegen unzureichender Mittel gestoppt wurde; vom geplanten Komplex wurden nur eine nicht mehr erhaltene Kapelle und die Bischofsresidenz, heute LaSalle Hall der Bishop Loughlin Memorial High School, fertiggestellt. 1896 führte Loughlins Nachfolger Bischof Charles Edward McDonnell den Titel einer Prokathedrale für die Jakobuskathedrale ein, in Erwartung der Vollendung der Kirche der Unbefleckten Empfängnis.
Nach erheblicher Beschädigung durch Brände in der ursprünglichen Pfarrkirche wurde die Jakobskathedrale 1903 an der gleichen Stelle neu errichtet. Sie wurde im aktuellen Neo-Georgian-Stil und vergrößert aus Ziegelsteinen erbaut. Trotzdem erhielt sie erst 1972 aus Anlass ihrer 150-jährigen Geschichte wieder den offiziellen Rang als Kathedrale. Der neu gewählte Papst Johannes Paul II. besuchte die Kathedrale 1979 und verlieh ihr 1982 den Rang einer Basilica minor.
Bedeutende Zeremonien finden im Bistum wegen der geringen Größe der Jakobskathedrale auch in größeren Kirchen statt. Dementsprechend wurde die St.-Joseph-Kirche 2013 zur Konkathedrale der Diözese ernannt.